# Élisabeth Chaplin
Élisabeth Chaplin (17 d'octubre de 1890, Fontainebleau, França - 28 de gener de 1982, Fiesole, Itàlia) va ser una artista pintora postimpressionista franco-toscana. És coneguda pels retrats i els paisatges toscans, la majoria dels quals es troben a la col·lecció de la Galeria d'Art Modern del Palau Pitti a Florència. Dos dels seus autoretrats apareixen a la Col·lecció d'autoretrats de la Galleria degli Uffizi (Corredor de Vasari).

## Biografia
Chaplin venia d'una família de pintors i escultors. La seva mare, Marguerite de Bavier-Chauffour, era poetessa i escultora. L'avi, Charles Chaplin, d'origen anglès, era pintor i gravador i havia dirigit al seu taller cursos d'art per a dones artistes, entre les quals Mary Cassatt i Louise Jopling.
L'any 1900 la família es va instal·lar a Itàlia, primer a la regió del Piemont, a continuació a Savona, a Ligúria, on va iniciar-se en la pintura. Quan es van instal·lar a la Vil·la Rossi de Fiesole l'any 1905, Chaplin va visitar el taller de Francesco Gioli i hi va trobar el pintor Giovanni Fattori.
Les visites de Chaplin a la Galleria degli Uffizi van ser decisives. Hi va aprendre tot copiant els clàssics. De 1905 a 1908, va pintar les seves primeres grans teles i l'any 1910 el seu Retrat de família assolí una medalla d'or de la Societat de les Belles Arts de Florència. L'any 1916 es va instal·lar amb la seva família a Roma, on romandria fins a l'any 1922. Hi va trobar el pintor i gravador francès Albert Besnard (1849-1934), que havia estat nomenat l'any 1913 director de la Vil·la Médici a Roma i que va ser un dels seus mentors.
L'any 1914 va participar en la Biennal de Venècia i l'any 1922 al Saló de París. Va fer amistat amb l'escriptor André Gide i va seguir el pintor Maurice Denis, del moviment Nabi, que havia conegut a Florència l'any 1912.
De 1922 a 1930, Chaplin va viure a la vil·la Il Treppiede amb la seva mare i la seva companya Ida Capecchi. El seu nebot, Robert Chaplin, jove artista prometedor, va viure amb elles de 1927 fins a la seva mort, l'any 1937. Havent exposat al Saló dels artistes francesos, l'any 1923, obtingué una beca de viatge.
Chaplin va fer molts retrats i frescos en aquesta època. Va freqüentar els pintors Giovanni Fattori i Luigi Gioli, Francesco Gioli, així com el col·leccionista Bernard Berenson. Des de mitjans de la dècada de 1930 fins a principis de la decada de 1950, Chaplin va viure a París. Va rebre encàrrecs per fer tapissos decoratius (1936-37) i frescos per a esglésies parisenques, com l'Església de l'Esperit Sant. El 1937 va guanyar una medalla d'or a l'Exposició Universal de París. Al començament de la dècada de 1950 va tornar definitivament a la Vil·la ll Treppiede, a Fiesole, on va continuar pintant paisatges i retrats fins a la seva mort l'any 1982.

## Llegat
En el transcurs de la seva vida, a Florència van fer-se diverses exposicions retrospectives de la seva obra: al Palau Strozzi (1946), a l'Acadèmia de les Arts i del Disseny (1956) i a l'Institut de França (1965). L'any 1946, la Galleria degli Uffizi va adquirir tres quadres de l'artista, que ja havia donat el seu Autoretrat amb un paraigua verd per a la galeria dels autoretrats del Corredor de Vasari. Chaplin va donar a la ciutat de Florència el conjunt de les seves obres (i les de la seva mare i del seu nebot). Quinze de les seves pintures són exposades a la Galeria d'art modern del Palazzo Pitti, mentre que prop de 700 pintures i esbossos es troben emmagatzemades. L'any 1993, es va fer una exposició retrospectiva de la seva obra al Palazzo Vecchio de Florència.
Diverses obres seves són exposades a la Galeria Nacional d'Art Modern i Contemporani de Roma.